# Kirchschlag (Zwettl)
Kirchschlag est une commune autrichienne du district de Zwettl en Basse-Autriche.

## Personnalités liées
- Manuel Seidl (1988-), footballeur